# جنيفر كومبتون
جنيفر كومبتون (بالإنجليزية: Jennifer Compton)‏ هي كاتِبة وكاتبة مسرحية وشاعرة نيوزيلندية، ولدت في 1949 في ويلينغتون في نيوزيلندا.